# Догель, Матей
Матей Догель (6 августа 1715, Гембулы, Лидский уезд — 24 февраля 1760) — белорусско-литовский историк-архивист, правовед.

## Биография
После окончания Щучинского коллегиума пиаристов вступил в орден пиаристов и занимался преподавательской деятельностью.
Маршалок надворный литовский, владелец местечка Щучин Сципиен дель Кампо поручил ему воспитание своего сына, вместе с которым Догель выезжал за границу, посещал лекции в Лейпцигском и Парижском университетах, совершенствовал свои знания по философии, международному праву и математике. С конца 1740-х годов ректор пиарского коллегиума в Вильне, основал школу с отдельным общежитием для дворянской молодежи — Виленский пиарский «Коллегиум Нобилиум». В опубликованном «Сообщении» об открытии этой школы подчеркивал великую роль просвещения в деле нравственного совершенствования народа. Много путешествовал, в 1748 г. как посол Речи Посполитой имел возможность работать в архивах и библиотеках Германии, Франции, Голландии, где собрал много исторических и дипломатических документов. Использовал также редкие, малоизвестные или даже секретные официальные документы, которые хранились в королевском архиве Кракова и Несвижском архиве.
Основным научным и новаторским на то время изданием Догеля был сбор международных трактатов. Из 8 запланированных томов вышли только 3 под названием «Дипломатический кодекс королевства Польского и Великого княжества Литовского» (Codex Diplomaticus Regni Poloniae et Magni ducatus Lithuaniae, in guo пакта, foedera tractatus pacis etc; Т. 1, 1758, т. 4, 1764, т. 5, 1759). Неизданные материалы (5 томов) в рукописях поступили в Королевскую библиотеку (Варшава), потом в Вильнюсский университет, оттуда в Петербургскую публичную библиотеку. Издал также сбор документов «Границы Польского королевства и Великого княжества Литовского» (1758 г.) по разграничению государственной границы ВКЛ с Польшей в середине XVI века. Его сборники материалов по истории международных отношений Польши, Литвы и Белоруссии за XIII — XVIII вв. как исторические источники не утратили своего значения.